# STS-76
STS-76は、アメリカ航空宇宙局の76回目のスペースシャトルのミッションであり、アトランティスの16回目の飛行である。1996年3月22日午前3時13分(EST)にケネディ宇宙センター第39発射施設Bから打ち上げられた。9日間で約610万kmを移動し、地球を145周して1996年3月31日5時28分(PST)にエドワーズ空軍基地第22滑走路に着陸した。
この飛行は、シャトル・ミール計画の一環として、スペースシャトルがロシアの宇宙ステーションであるミールとドッキングする3回目のミッションであり、シャノン・ルシッドがミールに滞在していたノーマン・サガードと交代した。また、スペースハブの1つのモジュールも運ばれ、飛行6日目にリンダ・ゴドウィンとマイケル・クリフォードが、アメリカ合衆国として初となる、2機のドッキングした宇宙船の周りの船外活動を行った。

## 乗組員
- 船長 - ケヴィン・チルトン（英語版） (3)
- 操縦手 - リチャード・シーアフォス（英語版） (2)
- ミッションスペシャリスト1 - ロナルド・セガ（英語版） (2)
- ミッションスペシャリスト2 - マイケル・クリフォード（英語版） (3)
- ミッションスペシャリスト3 - リンダ・ゴドウィン（英語版） (3)
- ミッションスペシャリスト4 - シャノン・ルシッド (1)

### 船外活動
- 実施：ゴドウィンとクリフォード
- 開始：1996年3月27日6時34分(UTC)
- 終了：1996年3月27日12時36分(UTC)
- 期間：6時間2分

## ハイライト

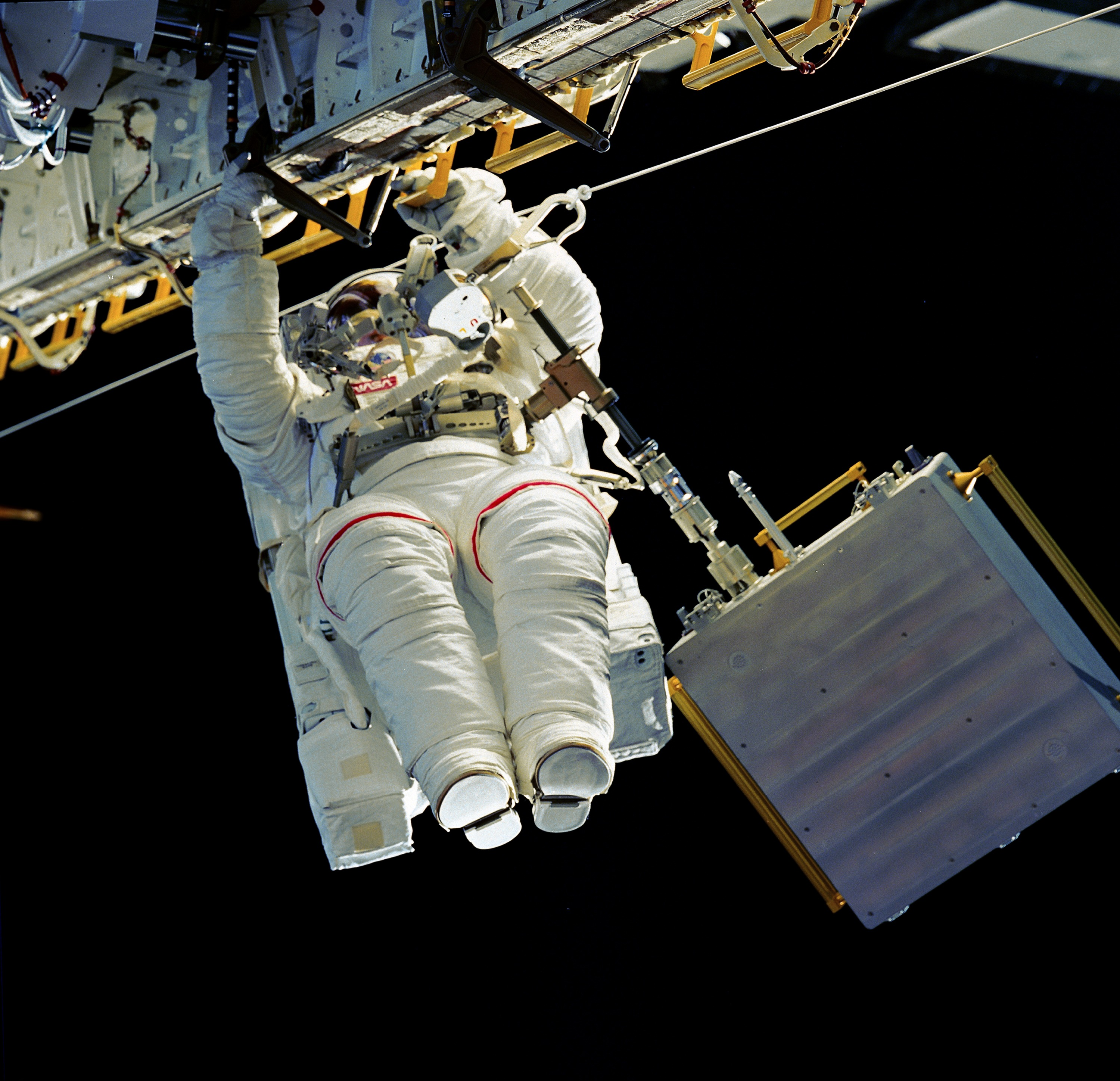
船外活動でアトランティスのカーゴベイ右舷の縦通材に沿って移動するリンダ・ゴドウィン

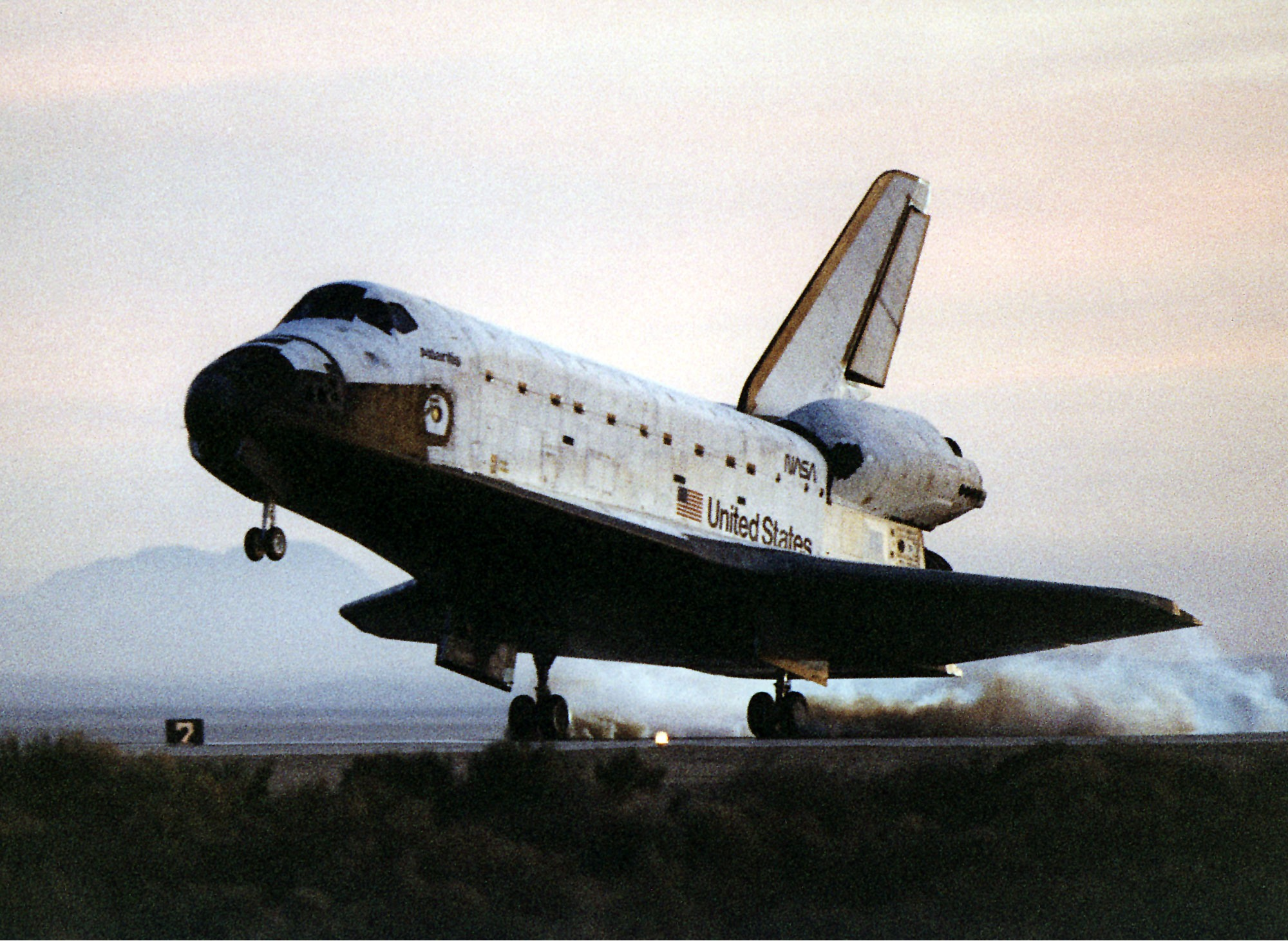
エドワーズ空軍基地に着陸するアトランティス

アメリカ合衆国のスペースシャトルとロシアのミールの3度目のドッキングでは、シャノン・ルシッドが交代でミールに移り、宇宙ステーションに乗り込んだ最初のアメリカ人女性となった。また彼女の約4か月半の滞在は、ミールに滞在した初めてのアメリカ人であるノーマン・サガードの樹立した宇宙滞在期間のアメリカ合衆国記録を塗り替えた。ルシッドは、8月にSTS-79で訪れたジョン・ブラハと交代し、彼女のミールへの滞在は、その後2年間のアメリカ人の宇宙連続滞在の幕開けとなった。
ペイロードベイには、前方にドッキングシステムが配置され、スペースハブのモジュールが船尾に向かって配置された。STS-76は、スペースシャトルとミールのドッキングを支えるスペースハブの加圧モジュールの初飛行であった。今回運ばれたモジュールは、主として、宇宙ステーションに移される予定の大きな補給品の貯蔵の場所として使われたが、欧州宇宙機関のバイオラック実験のラックの運搬にも用いられた。
アトランティスは、飛行3日目に、STS-74で用いられたのと同じ接近方法でミールに近づいた後、接続した。オービタルドッキングシステムとドッキングモジュールの実際の接続は、3月24日午後9時34分(EST)に行われた。ほぼ2時間後、ハッチが開き、2月21日にミールに向かって打ち上げられ、ミールに滞在していたユーリ・オヌフリエンコとユーリ・ウサチェフがアトランティスの到着を出迎えた。7月には、彼らはゲンナジー・マナコフ、パーヴェル・ヴィノグラードフ、クローディ・エニュレと合流した。2週間の滞在後、エニュレはオヌフリエンコ、ウサチェフと地球に戻り、マナコフ、ヴィノグラードフがルシッドとともにミールに残った。
5日間のドッキング中、約680kgの水や2トンの科学機器・材料・補給品がミールに移され、逆に実験サンプルや雑多な装置がオービタに移された。バイオラックでは、植物・組織・細胞・細菌・昆虫などに対する微小重力や宇宙線の影響、骨喪失に対する微小重力の影響など、11の科学実験が行われた。また、Mir Glovebox Stowage (MGBX)、Queen’s University Experiment in Liquid Diffusion (QUELD)、High Temperature Liquid Phase Sintering (LPS)が移された。
飛行6日目、ゴドウィンとクリフォードは、アメリカ人として初めて、ドッキングした2機の宇宙船の周りでの船外活動を行った。6時間2分28秒の船外活動で、彼らは4つのMir Environmental Effects Payload (MEEP)をミールのドッキングモジュールに取り付けた。この実験では、18か月に渡って、ミールの周りの環境が調査された。ゴドウィンとクリフォードは、STS-64で初めて試験されたセルフレスキュー用推進装置を着用した。
その他のペイロードには、Shuttle Amateur Radio Experiment (SAREX)、中学生に宇宙探検の機会を提供するプロジェクトであるKidSat、Trapped Ions in Space (TRIS)、カーゴベイのゲッタウェイスペシャルでのアメリカ海軍研究所の実験などがあった。